# Michał Boszko
Michał Ludwik Boszko (ur. 6 lipca 1939 w Drwałach) – polski pedagog, polityk i samorządowiec. Senator VII kadencji w latach 2010–2011, starosta płocki w latach 1999–2010 oraz 2011–2014.

## Życiorys
W 1972 ukończył studia pedagogiczne na Uniwersytecie Warszawskim, a w 1984 studia podyplomowe z organizacji i zarządzania oświatą w Instytucie Kształcenia Nauczycieli w Kaliszu. W latach 1956–1972 pracował jako nauczyciel, następnie do 1990 był dyrektorem Szkoły Podstawowej w Wyszogrodzie. Uczył wychowania fizycznego, przysposobienia obronnego i biologii.
W 1968 wstąpił do Zjednoczonego Stronnictwa Ludowego. W III RP zaangażowany w działalność Polskiego Stronnictwa Ludowego, początkowo zasiadał w Naczelnym Komitecie Wykonawczym, później został m.in. prezesem struktur gminnych i członkiem zarządu struktur powiatowych tej partii. W latach 1994–1998 był ostatnim przewodniczącym sejmiku samorządowego województwa płockiego. W 1998 został radnym sejmiku mazowieckiego, z której to funkcji zrezygnował wkrótce w związku z powołaniem na urząd starosty płockiego I kadencji.
W 2002 i 2006 był wybierany do rady powiatu płockiego. Po obu tych wyborach utrzymywał stanowisko starosty. W 2001 i 2005 bez powodzenia kandydował do Sejmu.
W 2010 po śmierci Janiny Fetlińskiej w katastrofie lotniczej w Smoleńsku PSL zgłosiło go jako kandydata tej partii w wyborach uzupełniających do Senatu w okręgu płockim, rozpisanych na dzień 20 czerwca. W wyborach zdobył 132 427 głosów, uzyskując mandat senatora. Ślubowanie złożył 2 lipca 2010. W związku z wyborem na senatora zrezygnował z funkcji starosty płockiego; jego następcą na został Piotr Zgorzelski. W wyborach parlamentarnych w 2011 bez powodzenia ubiegał się o reelekcję w okręgu nr 38 z ramienia PSL. 26 października 2011 został ponownie wybrany na starostę płockiego. Funkcję tę pełnił do 1 grudnia 2014.
Należy do Towarzystwa Naukowego Płockiego. Odznaczony Krzyżem Oficerskim Orderu Odrodzenia Polski (1999). W 2008 otrzymał medal „Pro Masovia”, a w 2013 odznakę „Za Wybitne Zasługi dla Związku Kombatantów RP i Byłych Więźniów Politycznych”. W 2015 został odznaczony Odznaką Honorową za Zasługi dla Samorządu Terytorialnego.
Jest żonaty, ma dwoje dzieci.